# Nilüfer Göle
Nilüfer Göle (Ankara, 1953) es una socióloga turca y una importante figura de autoridad dentro del movimiento político moderno de las mujeres musulmanas educadas, urbanizadas y religiosas. De 1986 a 2001 fue profesora de la Universidad de Boğaziçi en Estambul, actualmente es directora de estudios en el Centre d'analyse et d'intervention sociologiques (en español: Centro de análisis y de intervención sociológica) de la École des hautes études en sciences sociales (EHESS) de París, Francia, y ha sido profesora invitada en varias universidades.
Entre otras publicaciones, Göle es autora de los libros Islam in Europe: The Lure of Fundamentalism and the Allure of Cosmopolitanism, The Forbidden Modern: Civilization and Veiling, Islam in public: Turkey, Iran and Europe y Interpénétrations, L’islam et l’Europe. A través de entrevistas personales, ha desarrollado detallados casos de estudio de jóvenes turcas que están recurriendo a los dogmas de los códigos de género del fundamentalismo islámico. Su enfoque sociológico crítica ampliamente el eurocentrismo con respecto a la emergente identidad islámica de finales del siglo XX. Ha explorado específicamente el tema de la purdah, así como la complejidad de vivir en un mundo multicultural.

## Obra
- Islam in Europe: The Lure of Fundamentalism and the Allure of Cosmopolitanism
- The Forbidden Modern: Civilization and Veiling
- Islam in public: Turkey, Iran and Europe
- Interpénétrations, L’islam et l’Europe
- Islam and Secularity: The Future of Europe's Public Sphere
- Protests and Politics: Turkey After the Gezi Park —coautora—